# 추안핑

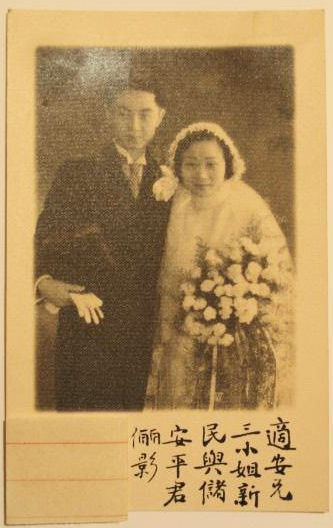

추안핑(储安平, Chǔ Ānpíng, 1909년 11월 5일 ~ 1966년 9월?)은 중화인민공화국의 학자이자 1940년대 후반 관차(观察)라는 잡지의 언론인이었다. 중화인민공화국에서 자유주의적이었던 사람들 중 하나로 일컬어진다. 중화인민공화국 수립 후 광명일보 편집장이었다. '마오 주석과 저우 총리에게 보내는 의견서'를 발표한 후 마오쩌둥에 의해 반우파 운동 기간 동안 쫓겨났다. 그는 1966년 자살한 것으로 여겨진다.

## 이력
- 1932년 상하이 광화대학 영어과 학사
- 1933년 국민당 중앙일보 편집장
- 1936년 런던 정경대에서 공부
- 1946년 9월 1일 잡지 '관차' 창간 후 편집장
- 1948년 12월 25일 '관차'가 국민당 정권에 의해 불법화됨. 중화인민공화국 수립 후 복간
- 1957년 4월 1일 광명일보 편집장
- 1957년 6월 1일 '마오 주석과 저우 총리에게 보내는 의견서'를 발표하며 중국 공산당을 비판, 다음날 인민일보와 광명일보는 이를 보도
- 1958년 1월 반우파운동 기간 중 '반당 반인민 반사회주의 유산계급 우파'로 찍힘